# Xocoatl
La Xocoātl (pron. Sciocóatl [ʃo'koʷɑ:t͡ɫ], dal nahuatl "xococ" acre, e "ātl" acqua) o anche Chocolātl ([tʃo'kolɑ:t͡ɫ] da "chocol", prestito dalle lingue maya che significa cacao, e "ātl" acqua) era una bevanda della cucina azteca preparata con il cacao, che dopo essere stato tostato, veniva macinato, mescolato con acqua calda e mais, e sbattuto fino a diventare spumoso; spesso veniva aromatizzata con vaniglia, peperoncino e pepe.

## Descrizione
Questa bevanda dall'aspetto schiumoso, amara e scarsamente gustosa somigliava molto poco al cacao dolcificato, largamente diffuso e apprezzato oggigiorno; tuttavia, gli Aztechi consumavano lo xocoatl.
Con lo stesso termine si intende anche la sua forma solida, identica all'attuale cioccolato modicano, un prodotto che gli abitanti del Messico ricavavano dai semi di cacao triturati su una pietra chiamata metate, in modo da far sprigionare il burro di cacao e ottenere una pasta granulosa. Tale prodotto - ancora oggi realizzato artigianalmente soltanto a Modica in Sicilia - viene reso compatto dai cristalli di zucchero che ne costituiscono la parte più consistente e insaporito da varie spezie: vaniglia e peperoncino quelle più tradizionali, ma anche cannella, caffè, carruba e altri aromi.